# روژانکا (استان لوبلین)
روژانکا (به لهستانی:  Różanka) یک روستا در لهستان است که در گمینا وووداوا واقع شده‌است. روژانکا ۹۸۳ نفر جمعیت دارد.